# Лас-Тунас (город)
Лас-Тунас (исп. Las Tunas) — город и муниципалитет, административный центр одноименной провинции, Куба.

## История
Поселение в этих местах появилось в 1796 году. В 1848 году оно получило статус «Villa», а в 1853 году королевским декретом ему был присвоен статус «ciudad». С 1869 по 1976 годы город назывался Victoria de Las Tunas.
В 1976 году была расформирована провинция Орьенте, и Лас-Тунас стал центром провинции Лас-Тунас.
К началу 1980-х годов город представлял собой административный, образовательный и торгово-промышленный центр с населением 85 тыс. человек. Ведущими предприятиями в это время являлись построенные после революции завод металлоконструкций и завод стеклотары.